# Vieillir ensemble - Le live
Albums de Florent Pagny
Vieillir avec toi
(2013) Habana
(2016)
Vieillir ensemble - Le live est le cinquième album en public de Florent Pagny, enregistré le 25 septembre 2014 au Zénith de Toulouse, et paru le 24 novembre 2014,.
Il est le témoin de la tournée Vieillir ensemble qui suit la parution de l'album Vieillir avec toi et qui a commencé le 15 septembre 2014 au Zénith de Rouen. L'album comprend une chanson inédite : la reprise de Gaby oh Gaby d'Alain Bashung.

## Titres[4]

### CD 1
| No  | Titre                                | Paroles                          | Musique                       | Durée |
| --- | ------------------------------------ | -------------------------------- | ----------------------------- | ----- |
| 1.  | Les Murs porteurs                    | Christophe Cirillo               | Calogero                      | 6:01  |
| 2.  | Châtelet les Halles                  | Lionel Florence                  | Calogero Bros                 | 6:54  |
| 3.  | Combien de gens                      | Marc Lavoine                     | Calogero                      | 4:22  |
| 4.  | Et un jour, une femme                | Lionel Florence                  | Pascal Obispo                 | 5:22  |
| 5.  | Vieillir avec toi                    | Marie Bastide                    | Calogero                      | 3:50  |
| 6.  | Le Soldat                            | Marie Bastide                    | Calogero                      | 4:12  |
| 7.  | Je parle même pas d'amour            | Pierre Grillet                   | Alain Lanty                   | 4:56  |
| 8.  | Mon amour oublie que je l'aime       | Jérôme Attal                     | Daran                         | 4:22  |
| 9.  | Y'a pas un homme qui soit né pour ça | Lionel Florence - Patrice Guirao | Pascal Obispo                 | 5:33  |
| 10. | Là où je t'emmènerai                 | Valérie Véga                     | Daran                         | 4:30  |
| 11. | Quand on est seul en décembre        | Emmanuelle Cosso                 | Calogero                      | 4:35  |
| 12. | Souviens-toi                         | Marie Bastide                    | Calogero - Gioacchino Maurici | 5:18  |

### CD 2
| No | Titre                 | Paroles                        | Musique                 | Durée |
| -- | --------------------- | ------------------------------ | ----------------------- | ----- |
| 1. | Ma liberté de penser  | Lionel Florence                | Pascal Obispo           | 4:35  |
| 2. | On sera là            | Marie Bastide                  | Calogero                | 3:14  |
| 3. | Demandez à mon cheval | Pierre-Yves Lebert             | Asdorve - Pascal Obispo | 4:55  |
| 4. | Gaby oh Gaby          | Boris Bergman                  | Alain Bashung           | 4:13  |
| 5. | Bienvenue chez moi    | Erick Benzi                    | Erick Benzi             | 6:57  |
| 6. | Condoléances          | Lionel Florence                | Calogero                | 3:27  |
| 7. | Savoir aimer          | Lionel Florence                | Pascal Obispo           | 5:20  |
| 8. | N'importe quoi        | Florent Pagny - Marion Vernoux | Florent Pagny           | 7:50  |

## Musiciens
- Guitares : Michel Aymé, Robert Le Gall
- Basse : Rémy Léger
- Cuivres : Stéphane Chausse
- Batterie et percussions : Grégory Jacques
- Piano et clavier : Dominique Spagnolo, Frédéric Renaudin
- 1er violon : Anne Gravoin
- 2e violon : Cécile Bourcier, Karen Brunon
- Altos : Lise Orivel, Vanessa Menneret
- Violoncelles : Mathilde Sternat, Catherine Robert

## Classements
| Pays                   | Meilleure position |
| ---------------------- | ------------------ |
| France                 | 33                 |
| Belgique (Francophone) | 13                 |
| Suisse                 | 75                 |